# Danh sách đĩa đơn quán quân Hot 100 năm 1997 (Mỹ)

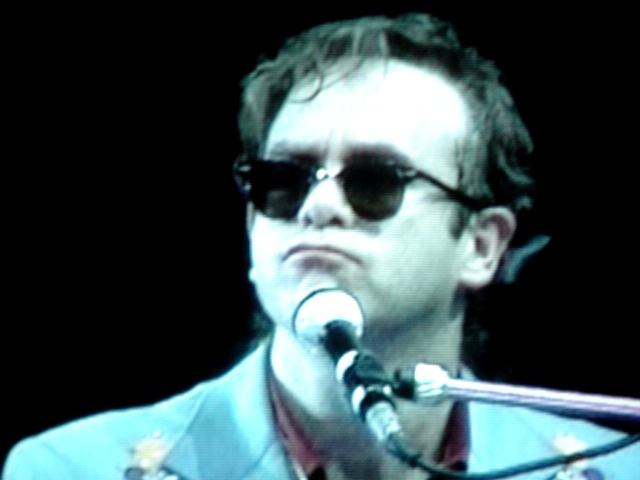
Elton John giành đĩa đơn số một cuối cùng với "Candle in the Wind 1997" / "Something About the Way You Look Tonight" quán quân 12 tuần liên tiếp

Billboard Hot 100, công bố hàng tuần bởi tạp chí Billboard, là bảng xếp hạng các đĩa đơn thành công nhất tại thị trường âm nhạc Hoa Kỳ. Các số liệu cho việc xếp hạng được Nielsen SoundScan tổng hợp chung dựa trên doanh số đĩa thường và nhạc số và tần suất phát trên sóng phát thanh.

## Lịch sử xếp hạng
| Ngày        | Bài hát                                                                | Nghệ sĩ                                             | Chú thích |
| ----------- | ---------------------------------------------------------------------- | --------------------------------------------------- | --------- |
| 4 tháng 1   | "Un-Break My Heart"                                                    | Toni Braxton                                        | [ 1 ]     |
| 11 tháng 1  | "Un-Break My Heart"                                                    | Toni Braxton                                        | [ 2 ]     |
| 18 tháng 1  | "Un-Break My Heart"                                                    | Toni Braxton                                        | [ 3 ]     |
| 25 tháng 1  | "Un-Break My Heart"                                                    | Toni Braxton                                        | [ 4 ]     |
| 1 tháng 2   | "Un-Break My Heart"                                                    | Toni Braxton                                        | [ 5 ]     |
| 8 tháng 2   | "Un-Break My Heart"                                                    | Toni Braxton                                        | [ 6 ]     |
| 15 tháng 2  | "Un-Break My Heart"                                                    | Toni Braxton                                        | [ 7 ]     |
| 22 tháng 2  | "Wannabe"                                                              | Spice Girls                                         | [ 8 ]     |
| 1 tháng 3   | "Wannabe"                                                              | Spice Girls                                         | [ 9 ]     |
| 8 tháng 3   | "Wannabe"                                                              | Spice Girls                                         | [ 10 ]    |
| 15 tháng 3  | "Wannabe"                                                              | Spice Girls                                         | [ 11 ]    |
| 22 tháng 3  | "Can't Nobody Hold Me Down"                                            | Puff Daddy hợp tác với Mase                         | [ 12 ]    |
| 29 tháng 3  | "Can't Nobody Hold Me Down"                                            | Puff Daddy hợp tác với Mase                         | [ 13 ]    |
| 5 tháng 4   | "Can't Nobody Hold Me Down"                                            | Puff Daddy hợp tác với Mase                         | [ 14 ]    |
| 12 tháng 4  | "Can't Nobody Hold Me Down"                                            | Puff Daddy hợp tác với Mase                         | [ 15 ]    |
| 19 tháng 4  | "Can't Nobody Hold Me Down"                                            | Puff Daddy hợp tác với Mase                         | [ 16 ]    |
| 26 tháng 4  | "Can't Nobody Hold Me Down"                                            | Puff Daddy hợp tác với Mase                         | [ 17 ]    |
| 3 tháng 5   | "Hypnotize"                                                            | The Notorious B.I.G.                                | [ 18 ]    |
| 10 tháng 5  | "Hypnotize"                                                            | The Notorious B.I.G.                                | [ 19 ]    |
| 17 tháng 5  | "Hypnotize"                                                            | The Notorious B.I.G.                                | [ 20 ]    |
| 24 tháng 5  | "MMMBop"                                                               | Hanson                                              | [ 21 ]    |
| 31 tháng 5  | "MMMBop"                                                               | Hanson                                              | [ 22 ]    |
| 7 tháng 6   | "MMMBop"                                                               | Hanson                                              | [ 23 ]    |
| 14 tháng 6  | "I'll Be Missing You"                                                  | Puff Daddy và Faith Evans hợp tác với 112           | [ 24 ]    |
| 21 tháng 6  | "I'll Be Missing You"                                                  | Puff Daddy và Faith Evans hợp tác với 112           | [ 25 ]    |
| 28 tháng 6  | "I'll Be Missing You"                                                  | Puff Daddy và Faith Evans hợp tác với 112           | [ 26 ]    |
| 5 tháng 7   | "I'll Be Missing You"                                                  | Puff Daddy và Faith Evans hợp tác với 112           | [ 27 ]    |
| 12 tháng 7  | "I'll Be Missing You"                                                  | Puff Daddy và Faith Evans hợp tác với 112           | [ 28 ]    |
| 19 tháng 7  | "I'll Be Missing You"                                                  | Puff Daddy và Faith Evans hợp tác với 112           | [ 29 ]    |
| 26 tháng 7  | "I'll Be Missing You"                                                  | Puff Daddy và Faith Evans hợp tác với 112           | [ 30 ]    |
| 2 tháng 8   | "I'll Be Missing You"                                                  | Puff Daddy và Faith Evans hợp tác với 112           | [ 31 ]    |
| 9 tháng 8   | "I'll Be Missing You"                                                  | Puff Daddy và Faith Evans hợp tác với 112           | [ 32 ]    |
| 16 tháng 8  | "I'll Be Missing You"                                                  | Puff Daddy và Faith Evans hợp tác với 112           | [ 33 ]    |
| 23 tháng 8  | "I'll Be Missing You"                                                  | Puff Daddy và Faith Evans hợp tác với 112           | [ 34 ]    |
| 30 tháng 8  | "Mo Money Mo Problems"                                                 | The Notorious B.I.G. hợp tác với Puff Daddy và Mase | [ 35 ]    |
| 6 tháng 9   | "Mo Money Mo Problems"                                                 | The Notorious B.I.G. hợp tác với Puff Daddy và Mase | [ 36 ]    |
| 13 tháng 9  | "Honey"                                                                | Mariah Carey                                        | [ 37 ]    |
| 20 tháng 9  | "Honey"                                                                | Mariah Carey                                        | [ 38 ]    |
| 27 tháng 9  | "Honey"                                                                | Mariah Carey                                        | [ 39 ]    |
| 4 tháng 10  | "4 Seasons of Loneliness"                                              | Boyz II Men                                         | [ 40 ]    |
| 11 tháng 10 | "Candle in the Wind 1997" / "Something About the Way You Look Tonight" | Elton John                                          | [ 41 ]    |
| 18 tháng 10 | "Candle in the Wind 1997" / "Something About the Way You Look Tonight" | Elton John                                          | [ 42 ]    |
| 25 tháng 10 | "Candle in the Wind 1997" / "Something About the Way You Look Tonight" | Elton John                                          | [ 43 ]    |
| 1 tháng 11  | "Candle in the Wind 1997" / "Something About the Way You Look Tonight" | Elton John                                          | [ 44 ]    |
| 8 tháng 11  | "Candle in the Wind 1997" / "Something About the Way You Look Tonight" | Elton John                                          | [ 45 ]    |
| 15 tháng 11 | "Candle in the Wind 1997" / "Something About the Way You Look Tonight" | Elton John                                          | [ 46 ]    |
| 22 tháng 11 | "Candle in the Wind 1997" / "Something About the Way You Look Tonight" | Elton John                                          | [ 47 ]    |
| 29 tháng 11 | "Candle in the Wind 1997" / "Something About the Way You Look Tonight" | Elton John                                          | [ 48 ]    |
| 6 tháng 12  | "Candle in the Wind 1997" / "Something About the Way You Look Tonight" | Elton John                                          | [ 49 ]    |
| 13 tháng 12 | "Candle in the Wind 1997" / "Something About the Way You Look Tonight" | Elton John                                          | [ 50 ]    |
| 20 tháng 12 | "Candle in the Wind 1997" / "Something About the Way You Look Tonight" | Elton John                                          | [ 51 ]    |
| 27 tháng 12 | "Candle in the Wind 1997" / "Something About the Way You Look Tonight" | Elton John                                          | [ 52 ]    |